# Lady, Be Good
Lady, Be Good (qualche volta presentato con un punto esclamativo) è il titolo di un musical di Broadway scritto da Guy Bolton e Fred Thompson, con musiche di George ed Ira Gershwin. Debuttò al Liberty Theatre il 1º dicembre 1924.
Si tratta di una commedia musicale su un fratello e una sorella che sono rimasti senza soldi e cercano di sacrificarsi per salvarsi l'un l'altra. Inizialmente ebbe come protagonisti i fratello e sorella Fred Astaire ed Adele Astaire con Walter Catlett e Cliff Edwards. Nella versione originale andò in scena 330 volte.
La canzone più famosa dello spettacolo era Oh, Lady be Good!.
All'Empire Theatre di Londra la prima è stata il 14 aprile 1926 con i fratelli Astaire arrivando a 326 recite.
Con questo titolo furono prodotti due film: muto nel 1928 e sonoro nel 1941 con protagonista Eleanor Powell. Nessuno era un vero adattamento dello spettacolo teatrale, sebbene le canzoni Oh, Lady Be Good! e Fascinating Rhythm risuonassero nel film con la Powell.
Oh, Lady be Good! nel 1925 arriva seconda in classifica con Paul Whiteman, nel 1939 viene eseguita anche da Count Basie ed è presente nell'album The Astaire Story del 1953 premiato con il Grammy Hall of Fame Award 1999, nell'album Ella Fitzgerald Sings the George and Ira Gershwin Songbook del 1959 e da Mel Tormé con Buddy Rich nell'album Together Again: For the First Time del 1978.
Fascinating Rhythm è contenuta nell'album Gershwin Live! di Sarah Vaughan con la Los Angeles Philharmonic Orchestra diretta da Michael Tilson Thomas del 1982 premiato con il Grammy Award for Best Jazz Vocal Performance, Female 1983.

## Numeri musicali
Atto I
- Hang on to Me - Dick Trevor and Susie Trevor
- A Wonderful Party - Guests
- End of a String - Ensemble
- We're Here Because - Daisy Parke, Bertie Bassett and Guests
- Fascinating Rhythm - Susie Trevor, Dick Trevor and Jeff
- So Am I - Jack Robinson and Susie Trevor
- Oh, Lady be Good! - J. Watterson Watkins and Girls

Atto II
- Weatherman/Rainy Afternoon Girls - Ensemble
- 'The Half of it, Dearie' Blues - Shirley Vernon e Dick Trevor
- Juanita - Susie Trevor and Boys
- Leave It to Love - Susie Trevor, Jack Robinson, Shirley Vernon e Dick Trevor
- Little Jazz Bird - Jeff
- Insufficient Sweetie (Musiche e testo di Cliff Edwards e Gilbert Wells) - Jeff
- Who Takes Care of the Caretaker's Daughter? (Musiche e testo di Chick Endor) -
- It's All the Same to Me (Musiche e testo di Chick Endor) -
- Carnival Time - Ensemble
- Swiss Miss (Musiche di Arthur Jackson ed Ira Gershwin) - Susie Trevor e Dick Trevor